# Athénská klenotnice v Delfách

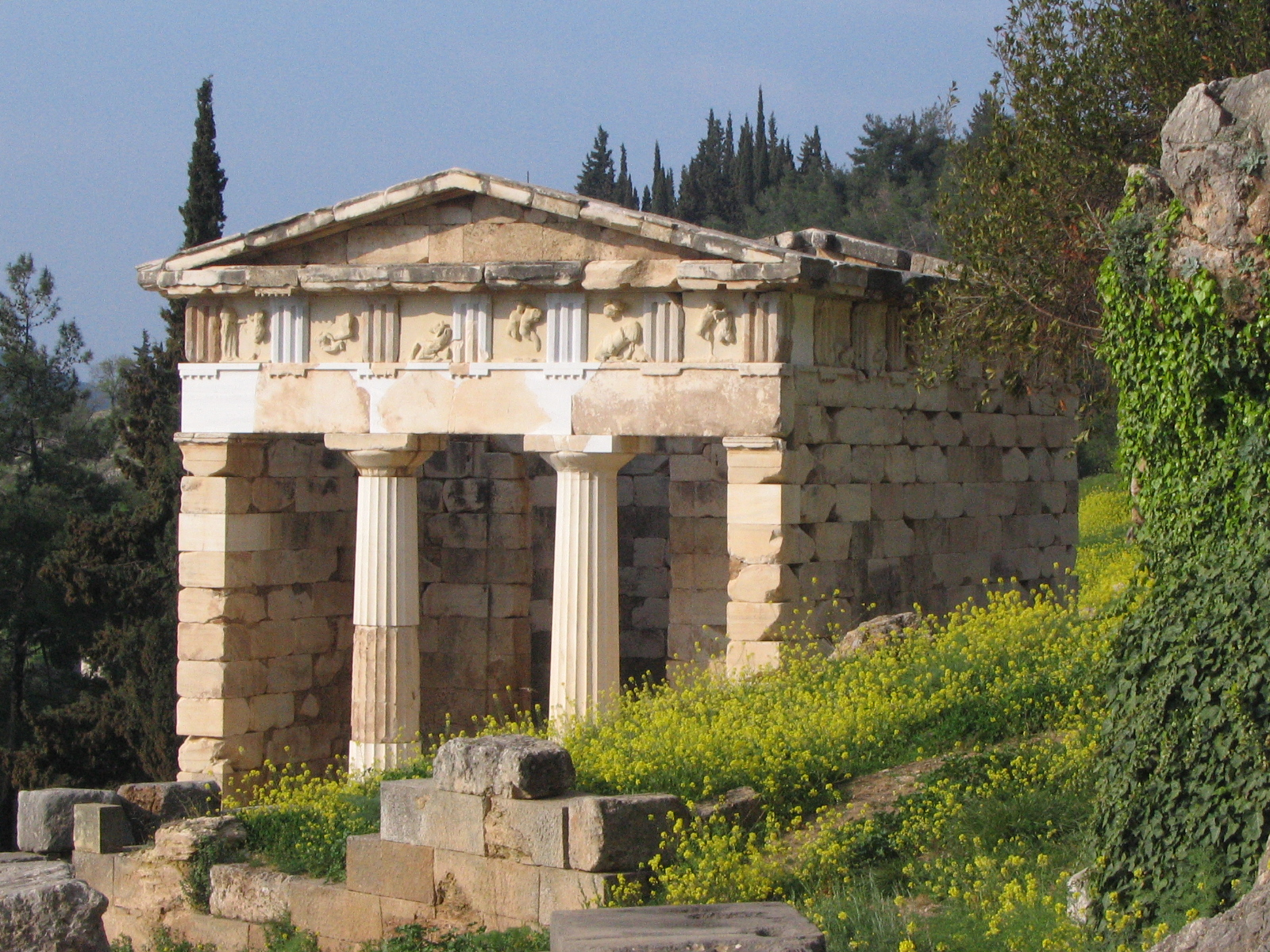
Athénská klenotnice v Delfách

Athénská klenotnice v Delfách byla používána k ukládání posvátných darů města Athény. Nacházela se na posvátné cestě, která vedla k Apollónovu chrámu s delfskou věštírnou. Přesné datum jejího vzniku je neznámé. Byla postavena z parského mramoru a měla pozdně archaickou výzdobu. Na základě srovnání stylu a architektury se obecně předpokládá, že byla postavena v období mezi roky 510 a 480 před Kristem..

## Budova a její výzdoba
Budova byla postavena jako antový chrám v dórském řádu, sestává z celly a pronaosu se dvěma sloupy ve vchodu. V původním stavu měla sedlovou střechu s akrotériony. Akrotériony se však nezachovaly. Půdorysné rozměry byly 6,62 × 9,69 m a její výška 7,60 m. Podle dórského řádu byla výzdoba štítu rozdělena mezi tympanony a metopy. Na metopách byly zobrazovány činy řeckých hrdinů Thésea a Hérakla. Téma Thésea bylo vyobrazeno na metopách jižní a pravděpodobně i východní strany a návštěvníci svatyně si je mohli prohlédnout od posvátné silnice. Metopy na severní a západní straně představovaly Herakla. Mnoho reliéfů metop a většina postav sedlové střechy jsou dnes vážně poškozeny nebo dokonce ztraceny, a proto je úplná rekonstrukce starověké kompozice obtížná a kontroverzní.

## Význam a období vzniku
Stavba klenotnice v prestižní a vlivné svatyni boha Apollóna v Delfách měla ukázat význam a sílu Athén ve srovnání s ostatními řeckými městskými státy (Poleis). Kromě Athén mělo v Delfách své vlastní klenotnice i množství jiných měst. Jako příklad z více než třiceti klenotnic nalezených při vykopávkách, slouží sikyónská klenotnice, postavená a bohatě vyzdobená po roce 570 před Kristem, také na posvátné cestě k Apollónovu chrámu. V této souvislosti stojí za zmínku i klenotnice Sifnu v Delfách, postavená ještě před rokem 525 př. n. l.
Různé přístupy k přesnějšímu určení doby vzniku athénské klenotnice zužují období možné výstavby:
- Na jedné straně je klenotnice pokládána za známku úspěchu reforem, které byly v Athénách provedeny za vlády Kleisthenése v letech 508/507 př. n. l., protože byla věnována jako dar Delfám.
- Jiný výklad poskytuje vítězství Athéňanů za vedení Miltiada nad Peršany, vedenými Dareiem, v bitvě u Marathónu roku 490 př. n. l. Vysvěcení klenotnice na Apollonově svatyni bylo proto díkuvzdáním za šťastný výsledek bitvy. Pausaniás v tomto ohledu uvedl, že její výstavba byla financována z perské válečné kořisti.[4] Ale Pausanias se tu pravděpodobně mýlil, když nápis na posvátném daru, věnovaný marathónské bitvě, přisoudil klenotnici.

## Historie výzkumu a obnova
Podle informací, které poskytl Pausaniás, byla budova postavena jako výraz díkůvzdání po vítězství nad Peršany v bitvě u Marathónu v roce 490 př. n. l. Někteří vědci však zpochybňují důvěryhodnost této zprávy, což dokazuje, že budova může být starší. Ruiny klenotnice byly nalezeny v roce 1893 členy francouzské archeologické expedice. Vedl ji Théophile Homolles, který tento objev roku 1893 publikoval. Současný vzhled klenotnice je výsledkem rekonstrukčních prací provedených v letech 1903 – 1906. Chybějící díly na architektonicky důležitých místech, jako jsou anty a sloupy, byly nahrazeny z bloků pentelského mramoru.
Architekturu budovy publikoval roce 1933 francouzský klasický archeolog Jean Audiat. Stavební plastiku budovy publikoval francouzský klasický archeolog Pierre de La Coste-Messelière v roce 1957.